# Schneidmühle
Schneidmühlen werden zur Vorzerkleinerung und Homogenisierung von mittelharten bis weichen und elastischen Materialien verwendet. Es wird dabei zwischen Messer- und Schneidmühlen unterschieden.

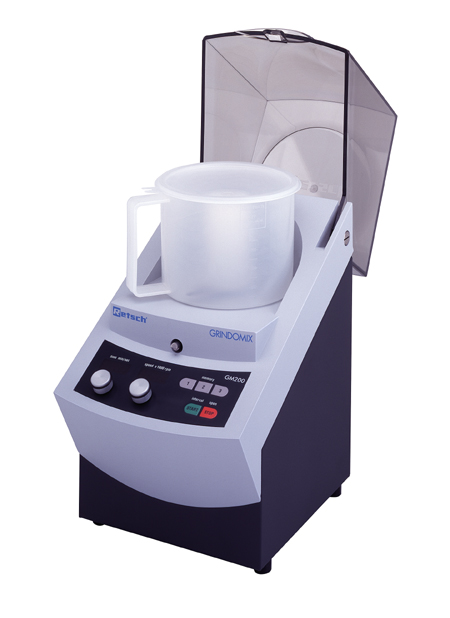
Messermühle

## Messermühle
Diese sind wie Küchenmixer aufgebaut und werden hauptsächlich zur Zerkleinerung und Homogenisierung organischer Proben verwendet. Auch ölhaltige oder feuchte Materialien können verarbeitet werden.
Dazu wird das Mahlgut in einen Behälter aus Plastik, Glas oder Stahl gegeben. In der Mitte wird ein Messerzylinder eingesetzt, der zwei in der Höhe versetzte, rechtwinklig zur Drehrichtung angeordnete Messer fasst. Die Messer werden auf sehr hohe Geschwindigkeiten beschleunigt (bis zu 10.000 min−1), was das Material dann sehr schnell zerkleinert. 
Für verschiedene sperrige Proben, die ihr Volumen durch die Zerkleinerung verlieren, zum Beispiel Salat, gibt es spezielle Deckel, die dafür sorgen, dass das Material trotzdem von den Messern erfasst werden kann.

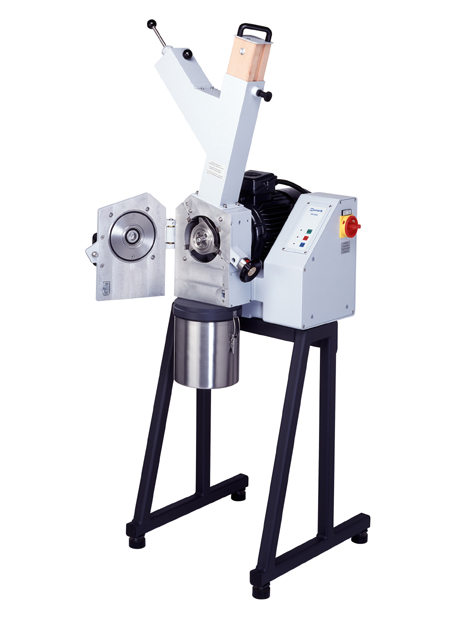
Schneidmühle

## Schneidmühle
Schneidmühlen sind Standgeräte, die mit Hilfe von Rotormessern und Statormessern das Mahlgut durch Scherwirkung zerkleinern. Das Material fällt in der Regel von oben durch einen Trichter in den Mahlraum, wo es vom Rotor erfasst und zwischen ihm und den feststehenden Schneidplatten vermahlen wird. Zusätzlich gibt es im unteren Teil des Mahlraums ein Sieb; nur Material, das die gewünschte Feinheit erreicht hat, passiert es und fällt dann in den Auffangbehälter oder die/eine Absaugwanne. 
Siebe werden in verschiedenen Größen und Ausführungen angeboten, je nachdem, wie fein das Material zerkleinert werden soll. 
Schneidmühlen gibt es in verschiedenen Ausführungen. Sie unterscheiden sich in den Umdrehungsgeschwindigkeiten des Schneidrotors, welche von der Schnittgeschwindigkeit abhängig sind. In der Regel wird in einer Schneidmühle eine Schnittgeschwindigkeit von 7 bis 15 m/s erzielt. Die Schnittgeschwindigkeit ist abhängig von dem zu zerkleinernden Mahlgut.
Außerdem werden verschiedene Rotoren angeboten, bei denen die Rotormesser entweder parallel oder spiralförmig angeordnet sind (Parallel- oder Tangentialschnittrotor). Durch einen Parallelschnittrotor hat man jedoch den Nachteil, dass es durch den parallelen Schnitt eher zu Schlag- bzw. Bruchzerkleinerung kommt. Dadurch wird das Material eher gebrochen und es entsteht hierdurch ein größerer Staubanteil. Ein sogenannter Scherenschnittrotor (Tangentialschnittrotor) erzielt eindeutig bessere Schneidergebnisse. Das bezieht sich sowohl auf die Granulatqualität, als auch auf den unerwünschten Staubanteil im Granulat. 
Eine Weiterentwicklung des Scherenschnittrotor sind der V-Schnitt-Rotor oder Kreuzscherenschnittrotor. Beim V-Schnitt-Rotor ist eine Materialanhäufung durch größeren Verschleiß der Messer und des Siebes im Zentrum der Schneidmühle zu beobachten. Der Kreuzscherenschnittrotor verteilt das Material durch seine abwechselnd geneigten Rotormesserreihen gleichmäßig auf den gesamten Mahlraum.